# Apro di Toul
Apro di Toul (in francese: Epvre o Èvre de Toul; V secolo – Toul, 15 settembre 507) è stato un vescovo franco, venerato come santo dalla Chiesa cattolica che lo ricorda il 15 settembre.

## Agiografia
La vita di Apro di Toul fu scritta alla fine del X secolo. Si tratta di una biografia tardiva, ricca di luoghi comuni aggiunti a titolo edificante per il lettore, ove la verità storica è difficile da individuare.
Apro, secondo il suo agiografo ufficiale, sarebbe nato a Trancol, vicino a Troyes. Altre varianti popolari parlano di Treviri, centro della provincia ecclesiastica Belgica prima. Qual che fosse il suo luogo di nascita, egli era uomo di legge, forse al servizio di un advocatus, finché decise di farsi prete. Il suo nome proviene dal latino aper, che significa cinghiale.
Alla morte del vescovo sant'Orso, i fedeli di Toul lo vollero suo successore. Egli era allora uno dei preti del vescovo di Troyes, san Lupo, formatosi a Toul. Il suo episcopato a Toul durò sette anni.
Apro avrebbe distribuito tutti i suoi beni ai poveri e vissuto con semplicità nella sua diocesi, ammirato e venerato dai fedeli. Contemporaneamente egli lottò a lungo contro il paganesimo sopravvivente nelle campagne. Egli predicava in particolare nella città di Grand, che tendeva a ridiventare un luogo di pellegrinaggio pagano. Ivi esistono importanti rovine gallo-romane.
Apro intraprese la costruzione di una grande chiesa fuori delle mura di Toul, a sud-ovest dei bastioni, dedicata a san Maurizio, ma morì prima che essa fosse terminata. Quando morì gli abitanti di Toul ne inumarono la salma in questa costruenda chiesa, secondo la sua volontà, invece che vicino ai suoi tre predecessori.

## Culto

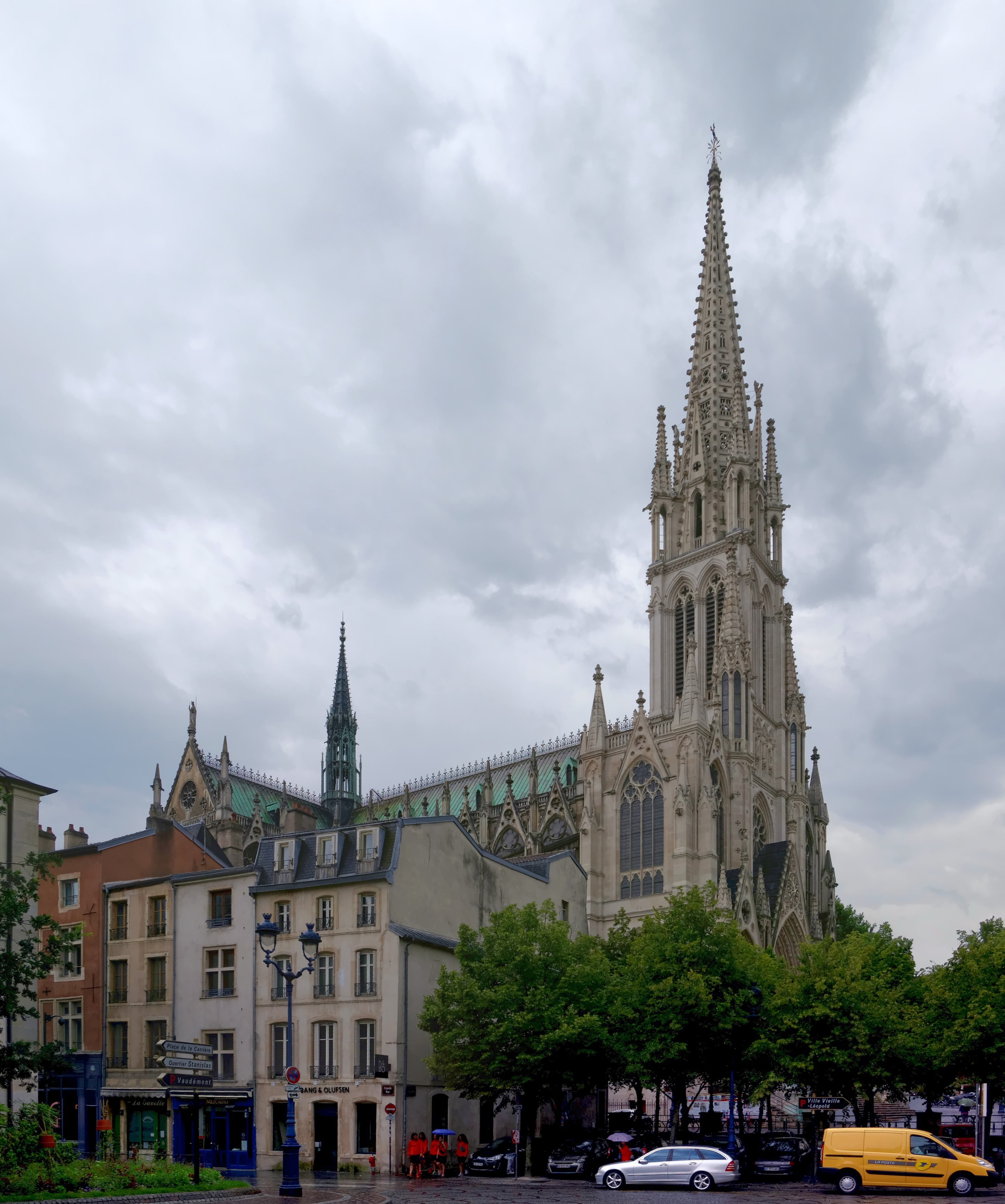
La basilica di Sant'Apro a Nancy

Dalla morte del santo, nella località, secondo l'agiografia, si verificarono numerosi miracoli ed il fervore durà fino alle invasioni del X secolo. Tuttavia, le reliquie furono conservate e nascoste dietro i bastioni di Toul. Molti anni dopo, quando queste avevano integrato la costruzione della chiesa di San Maurizio, furono trafugate dai suoi monaci e restituite solo per ordine del vescovo di Toul, san Gerardo.
Nel 1802 monsignor de La Fare, vescovo di Nancy, ottenne la traslazione del cranio di sant'Apro presso la chiesa eponima di Nancy. Questa venne distrutta ed al suo posto fu eretta la basilica di sant'Apro. Le vetrate di quest'ultima, ov'era illustrata la vita del Santo, andarono distrutte durante la prima guerra mondiale.
La sua memoria liturgica cade il 15 settembre.

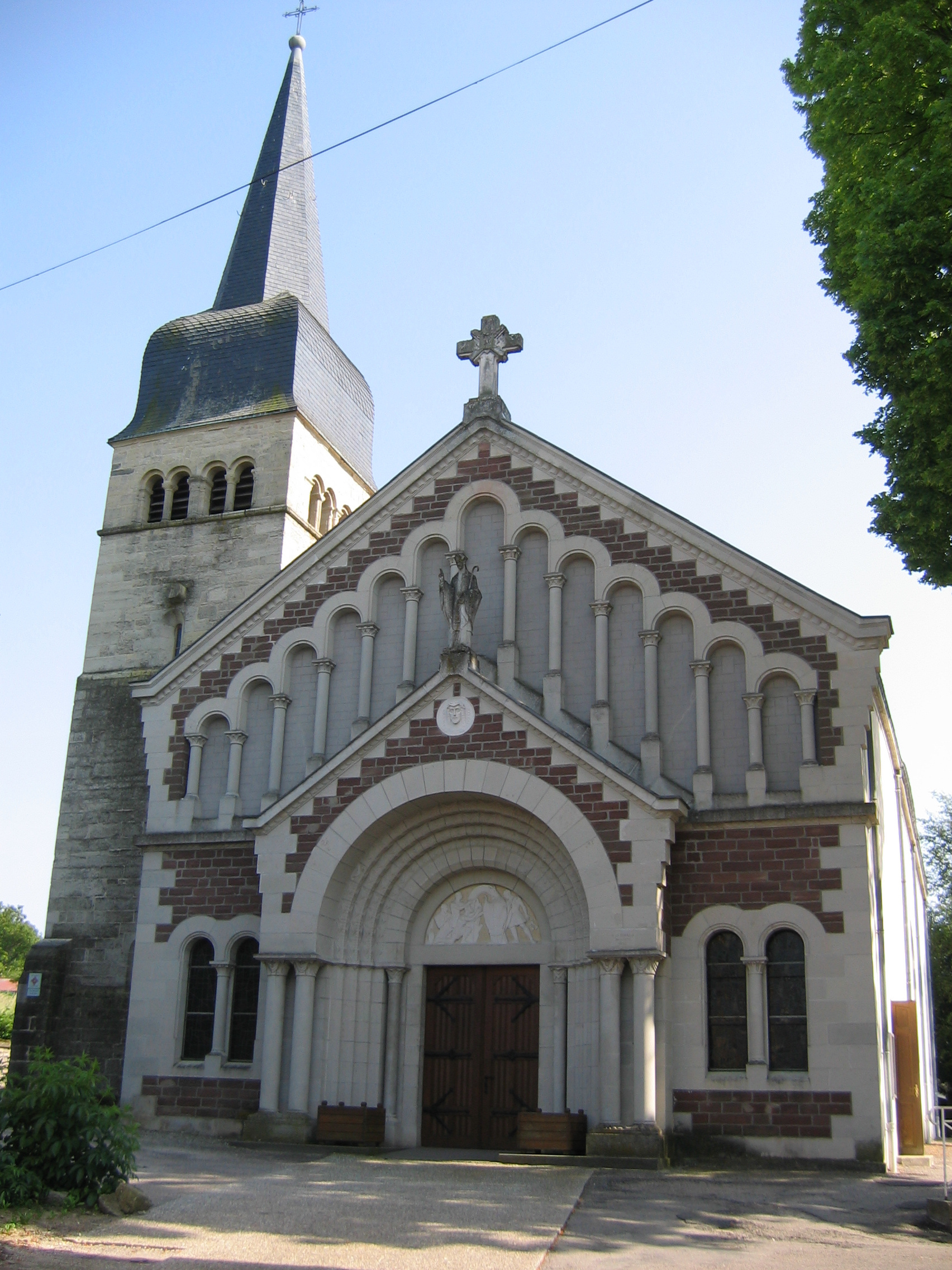
La chiesa di Sant'Apro a Contrexéville.

Una comunità di chierici vegliò nell'VIII secolo sulla sua chiesa e santuario. Essa assunse un nome il secolo successivo. Il vescovo di Toul, Frothaire, già monaco a Gorze ed amico dell'imperatore Ludovico il Pio, pare il vero fondatore dell'abbazia di sant'Apro. Egli v'impose l'ordo regularis e garantì i beni temporali dell'instituzione benedettina. Quaranta monaci eleggevano il loro priore ed un abate era nominato dal vescovo. Ad ogni festa di sant'Apro, il 15 settembre, l'abate offriva ai suoi chierici un banchetto. Con l'occasione egli consegnava un equipaggiamento completo da cavalieri ed alla levata in armi il capitolo doveva anche offrire un carro da trasporto e due buoi per tirarlo.
Ma i saccheggi e il degrado verificatisi in Lotaringia tra l'880 e il 920 ebbero ragione della vita monastica.
Abbandonatisi a vita dissoluta o fuggiti, i monaci benedettini furono sostituiti da una semplice comunità di canonici, che si sforzarono di restaurare l'edificio. Il vescovo di Toul, san Gozzelino riformò l'istituzione tra il 934 e il 936, cercando di riportarla all'antico splendore. A parte il culto di sant'Apro, egli le affidò la missione di abbazia-scuola, incaricata della riforma benedettina e nominò abate Arcimbaldo, chiamato appositamente dal monastero di Fleury-sur-loire. Nel corso degli anni essa si affermò come il centro della riforma lorenese, senza dubbio migliore di quella di Gorze, nata nell'omonima abbazia, che la prese a modello.
I duchi di Lorena, con la progressiva perdita di potere del vescovo, presero dall'XI secolo il controllo dell'abbazia.
In Lorena, attualmente, una quarantina di chiese dell'antica e vasta diocesi di Toul portano il nome di Sant'Apro, senza contare le cappelle o antichi altari. Si possono portare ad esempio le chiese di Contrexéville, Harol, Nancy, Sepvigny, Saint-Epvre, ecc.
Numerose città della Lorena portano di conseguenza il nome del santo o uno dei suoi derivati:
- Saint-Epvre, in Mosella;
- Domèvre-en-Haye, in Meurthe e Mosella;
- Domèvre-sur-Vezouze, in Meurthe e Mosella;
- Domèvre-sur-Avière, nei Vosgi;
- Domèvre-sur-Durbion nei Vosgi;
- Domèvre-sous-Montfort nei Vosgi.

Sant'Apro figura anche sul blasone basilicale della basilica di Saint-Pierre-Fourier de Mattaincourt, in compagnia di san Pierre Fourier.

### Iconografia
Vi è una statua in pietra rappresentante sant'Apro a Contrexéville e un'altra a Viviers-lès-Offroicourt, come numerose statue lignee nelle diverse chiese a lui consacrate.